# ويميلي (باد كاليه)
ويميلي، باد كاليه (بالفرنسية: Wimille)‏ هي بلدية تقع في إقليم باد كاليه من منطقة نور با دو كاليه في شمال فرنسا. تبلغ مساحة هذه المدينة 22.24 (كم²)، وترتفع عن سطح البحر 26 م، يبلغ عدد سكانها 4475 نسمة حسب إحصاء المعهد الوطني للإحصاء والدراسات الاقتصادية سنة 2009 م. وترأس Antoine Logié البلدية خلال فترة (2008-2014).